# ФК Тунджа (Павел баня)
 ФК Тунджа (Павел баня) е български футболен клуб от град Павел баня, област Стара Загора. През сезон 2021/22 се състезава в ОФГ Стара Загора.

## История
В годините е имало представителен отбор в града, но поради едни или други обстоятелства не е просъществувал във времето. Сегашният клуб е основан на 21 юни 2019 г. и е вписан в Търговския регистър на 11 юли 2019 г. Клубът е член на БФС от 17 декември 2020 г.
Органи на управление на „ФУТБОЛЕН КЛУБ ТУНДЖА ПАВЕЛ БАНЯ” – гр. Павел баня са:
- Общо събрание (ОС)
- Управителен съвет (УС)
- Председател на Управителния съвет

От създаването си до момента в отбора има сформирани три възрастови групи – мъже, юноши (родени 2004-2007 г.) и деца – (2008-2012 г.). За първи път през 2020 г. юношески отбор от града дебютира в юношеските зонални групи. Поради липса на достатъчно финансови средства, детският отбор не участва в първенство, но те провеждат тренировки по 3 пъти седмично, като децата от селата на територията на община Павел баня се извозват със специализиран транспорт до града и обратно преди и след тренировки.